# Hartmut Kardaetz
Hartmut Kardaetz (* 1. Oktober 1943; † 14. Mai 2023 in Berlin) war ein deutscher Rennrodel- und Bobsportfunktionär.

## Leben
Kardetz wurde im November 1978 Generalsekretär des Schlitten- und Bobsportverbandes der DDR. In seine bis 1990 andauernde Amtszeit fallen je neun Gold- sowie Silber- und sechs Bronzemedaillen bei Olympischen Winterspielen sowie zahlreiche Welt- und Europameistertitel im Bobsport und Rennrodeln. 1993 wurde er erster Exekutivdirektor der Fédération Internationale de Luge de Course. In dieser Funktion war er maßgeblich am Aufbau der Geschäftsstelle des Internationalen Rennrodelverbandes in Berchtesgaden beteiligt. In seine Amtszeit fällt ebenso die Entwicklung der Disziplin Teamstaffel. 2010 übergab er den Posten des Exekutivdirektors an Christoph Schweiger. Für seine langjährige Tätigkeit wurde er beim 58. Jahreskongress der Rennrodelweltverbands (2010) mit dem Ehrenzeichen in Gold ausgezeichnet. 2013 wurde er zum Ehrenmitglied der Fédération Internationale de Luge de Course ernannt.
Kardaetz starb in der Nacht vom 14. auf den 15. Mai 2023. Er war verheiratet und lebte zuletzt in Berlin.

## Filmografie
- 2015: Being Bruno Banani – The Flying Coconut (Dokumentation über die Karriere des Rennrodlers Bruno Banani)